# Irma Juan Carlos
Irma Juan Carlos (Tuxtepec) es una líder indígena chinanteca diputada federal y presidenta de la Comisión de Pueblos Indígenas en el Congreso de la Unión. Uno de sus ejes de trabajo es el medio ambiente, la protección y conservación de espacios naturales de México, así como de las comunidades indígenas. 
Ella destaca que la riqueza biológica y cultural que existe en las comunidades indígenas, se debe a la interacción humana que hay en el territorio, es decir, si en las comunidades indígenas es donde se encuentra mayor diversidad es por el respeto y la vinculación de los pueblos.

## Escolaridad
Cursó sus estudios de licenciatura en Biología (1997-2002), en el Instituto Tecnológico de la Cuenca del Papaloapan en Tuxtepec, Oaxaca. Después fue becaria en el Centro de Investigaciones y Estudios Superiores en Antropología Social (CIESAS), realizó una maestría en Manejo y Conservación de Bosques Tropicales y Biodiversidad por el Centro Agronómico Tropical de Investigación y Enseñanza (CATIE) en Turrialba, Costa Rica.
Al terminar la maestría, regresó a Oaxaca y fundó la Organización Democrática de los Pueblos del Papaloapan, A.C., con el objetivo de crear grupos de productores para la creación de micro empresas rurales, y así emplear los subsidios que el gobierno daba a comunidades agrarias.
También pertenece a: Asociación Civil Sociedad en Movimiento por un Oaxaca Sustentable y a la Red interdisciplinaria de Investigadores de los Pueblos Indios de México.

## Trayectoria
En algunas entrevistas ha señalado la discriminación a la que se enfrenta como mujer indígena y los retos de su participación como servidora pública, apuntando los actos de discriminación sufridos en la Cámara de Diputados.
 

El 5 de septiembre de 2019,  presentó la iniciativa para reconocer el 5 de septiembre como el Día Nacional de la Mujer Indígena, durante la presentación anotó: 
Somos las que resistimos las diferentes formas de violencia estructural, precisamente por nuestra triple condición de exclusión por ser mujer, indígena y pobre, y a pesar de ser impulsoras de la vida social y económica de nuestro país, en pleno siglo XXI seguimos siendo invisibilizadas.
Presentó también la iniciativa, para que en el artículo segundo constitucional se reconozca la consulta previa a las comunidades indígenas, cuando un particular o el gobierno pretenda iniciar un proyecto o realicen alguna actividad que afecte sus derechos.

### Administración pública
- 2002-2004 Consejera Estatal del PRD en Oaxaca.
- 2002-2004 Delegada nacional PRD en Oaxaca.
- 2004-2005 Vicepresidenta del Comité Estudiantil en el Centro Agronómico Tropical de Investigación y Enseñanza en Turrialba, Costa Rica.
- 2009 Integrante del Grupo de Investigación Global Diversity Fundation (GDF).
- 2011-2013 Directora de Operación Regional en la Secretaría de Desarrollo Agropecuario, Forestal, Pesca y Acuacultura (SEDAFPA) en Oaxaca.
- 2012 Miembro de la estructura y promoción al voto del Movimiento de Regeneración Nacional.
- 2011-2013 Directora SEDAFPA
- 2013-2015 Consejera Estatal de MORENA.
- 2014-2018 Consejera Estatal de Morena en Oaxaca.
- 2016-2018 Presidenta del Consejo Estatal de Morena en Oaxaca.[8]
- 2020 Representante de la Cámara de Diputados ante la Junta de Gobierno del Instituto Nacional de los Pueblos Indígenas.[9]